# Smicropus longicorpus
Smicropus longicorpus är en fjärilsart som beskrevs av W. Warren 1901. Smicropus longicorpus ingår i släktet Smicropus och familjen mätare. Inga underarter finns listade i Catalogue of Life.